# 1891년 러시아 기근

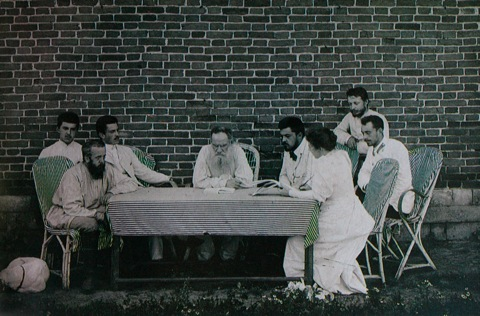
구호기금을 모금하는 레프 톨스토이.

1891년 기근(famine of 1891)은 러시아 제국의 볼가강 유역에서 시작되어 동서로 우랄산맥과 흑해까지 퍼져나가 37만 명에서 40만 명이 굶어 죽었다. 차르주의 정부의 식량수출 정책으로 인한 인재의 성격이 있었으며, 이 때 정부의 허술한 대처로 인해 러시아의 마르크스주의와 인민주의가 힘을 얻는 계기가 되었다고 평가된다.